# Porsche 904
El Porsche 904 es un automóvil de carreras producido por el fabricante alemán Porsche entre 1964 y 1965. Fue creado para competir en las categorías de Gran Turismo hasta 2 litros del Campeonato Mundial de Resistencia y con el fin de ser homologado en esa categoría, se construyeron 116 unidades. 
La historia del Porsche 904, aunque breve, ya que con la llegada del 906 al mundo de las carreras la fábrica solo le concedió una corta temporadas de éxitos, fue gloriosa y los conocedores continuaron apreciando este modelo por su sencillez mecánica, gran fiabilidad y facilidad de manejo, resultando ser un vehículo de competencias ideal para privados y un arma formidable para el equipo oficial. Gloria que persiste hasta nuestros días, al grado de que los coleccionistas todavía están dispuestos a pagar hasta un millón de euros por una de estas unidades.

## Historia
A principio de los años 60s, la participación de Porsche en la F1, había creado un desagradable compás de espera en las participaciones deportivas de la marca alemana, dañando la imagen ganadora de los 550 Spyder y Carrera. Por lo cual, al retirarse de la F1 al finalizar la temporada de 1962, los diseñadores y ejecutivos de Porsche se centraron nuevamente en el desarrollo de autos deportivos para los campeonatos de marcas. El proyecto fue encargado al ingeniero "Butzi" Porsche, nieto e hijo de Ferdinand y Ferry Porsche quien, a pesar de la oposición de otros directivos de la empresa, rompió los antiguos moldes que en cuanto diseño y estructura mecánica se tenían en Porsche y su diseño, sirvió como lanzamiento definitivo de Porsche como una de las principales grandes marcas en el mundo deportivo automotor.
Butzi Porsche, fue promovido por su padre a Jefe del Departamento de Estilo a comienzos de los 60 y su primer proyecto importante fue crear un G.T. polivalente, que sirviera tanto para las competencias de rallies como las de circuitos y carreteras para la temporada de 1964, con la idea de reemplazar a los 356 Carreta-Abarth y 2000 GS, en los campeonatos de Rallies y en las carreras de Gran Turismo hasta 2 litros.
El 904 debutó en 1964, pero si bien era el sustituto de los 356 Carreta-Abarth y 2000 GS que en los años anteriores defendían el nombre de la marca, en tecnología, fue el sucesor del Porsche 718 que se habían introducido en 1957. Siguiendo la línea imperante en Estados Unidos, Porsche fue el primero en utilizar una carrocería de fibra de vidrio en sus autos y fue el 904 el primer auto diseñado con esas características. Al igual que muchos autos de carreras alemanes habían usado carrocerías de aluminio sin pintar desde que los famosos Flechas de Plata de 1934, la mayoría 904 fueron pintados de plata, que es el color de carreras de la firma alema. El 904 también señala el comienzo de una serie de deportivos que culminaron en el poderoso Porsche 917. 
Porsche diseñó la primera versión del GTS para competir en la categoría Gran Turismo hasta 2 litros de cilindrada del Campeonato Mundial de Marcas de la FIA. La versión de calle debutó en 1964 con el fin de cumplir con los reglamentos de homologación de la clase GT que exige que un cierto número de modelos de calle sean producidos por el fabricante y puestos a la venta al público, fabricándose 120 de estos.
Ambas versiones cuentan con una carrocería de fibra de vidrio que fue montada sobre un chasis vigas de acero huecas para una mayor rigidez y el motor fue heredado de los Porsche 718, la RS se refiere a la palabra alemana Rennsport.

## Palmarés más importantes
| Año  | Carrera                | Equipo                         | Num | Auto     | Pos.  | Pilotos                                    |
| ---- | ---------------------- | ------------------------------ | --- | -------- | ----- | ------------------------------------------ |
| 1964 | 12 Horas de Reims      | Andrea Vianini                 | 44  | 904 GTS  | 5º Ab | Andrea Vianini (ARG)/Nassif Estefano (ARG) |
| 1964 | 12 Horas de Sebring    | Oficial Porsche (D)            |     | 904/4GTS | 1ºAb  | Cunningham/Undewood                        |
| 1964 | 1000 km de Monza       | Oficial Porsche (D)            |     | 904/4GTS | 1ºAb  | Slotemaker (D)/Ben Pon (NL)                |
| 1964 | Targa Florio           | Porsche System Engineering (D) | 86  | 904/4GTS | 1ºAb  | Davis (GB)/Pucci (I)                       |
| 1964 | Targa Florio           | Porsche System Engineering (D) | 84  | 904/4GTS | 2ºAb  | Linge (D)/Balzarini (I)                    |
| 1964 | 24 Horas de Le Mans    | Auguste Veuillet (F)           | 34  | 904/4GTS | 7ºAb  | Buchet (F)/Ligier (F)                      |
| 1964 | 24 horas de Le Mans    | Racing Team Holland (NL)       | 33  | 904/4GTS | 8ºAb  | Ben Pon (NL)/Van Zalinge (NL)              |
| 1964 | 1000 km de Nürburgring | Racing Team Holland (NL)       |     | 904/4GTS | 3ºAb  | Kock (NL)/Ben Pon (NL)                     |
| 1964 | Tour de Francia        | Auguste Veuillet (F)           |     | 904/4GTS | 3ºAb  | Buchet (F)/Ligier (F)                      |
| 1964 | Tour de Francia        |                                |     | 904/4GTS | 4º    | Klass/Wütherich                            |
| 1965 | Rally de Montecarlo    |                                | 150 | 904/4GTS | 2º    | Böhringer/Wütherich                        |
| 1965 | Rally de España        |                                |     | 904/4GTS | 1º    | Juan Fernández (E)/Saez (E)                |
| 1965 | Targa Florio           | Porsche System Engineering (D) | 182 | 904/6    | 2ºAb  | Davis (GB)/Mitter (D)                      |
| 1965 | Targa Florio           | Porsche System Engineering (D) | 176 | 904/6    | 3ºAb  | Maglioli (I)/Linge (D)                     |
| 1965 | 24 horas de Le Mans    | Porsche System Ingeneering (D) | 32  | 904/6    | 4ºAb  | Linge (D)/ Nöcker (D)                      |
| 1965 | 24 horas de Le Mans    | Porsche System Ingeneering (D) | 36  | 904/4GTS | 5ºAb  | Gerd' Koch (D)/Fischhaber (D)              |